# Serra de Ca l'Erota
La Serra de Ca L'Erota és una serra situada al municipi de Sant Martí de Tous (Anoia), amb una elevació màxima de 636 metres.